# Horrocks Fold
Horrocks Fold – osada w Anglii, w hrabstwie Wielki Manchester. Leży 22 km na północny zachód od centrum miasta Manchester.